# ذا ووز
'THE OOZE (ジ・ウーズ) هي لعبة فيديو تم تطويرها بواسطةSega Technical Institute وأصدرت في عام 1995 لوحدة التحكم Sega Mega Drive/Genesis وفي هاذة اللعبة ياخذ الاعب دور بركة السائل الأخضر ويواجة مختلف الاعداء و العقبات في طريقة.

## القصة و الاحداث
تبدأ اللعبة في مصنع كيميائي يُعرف باسم "The Corporation" ، مع تسلل العالم الدكتور دانيال كاين إلى مختبر الأبحاث حيث كان يعمل ، من أجل العثور على أدلة على ارتكاب الجرائم باستخدام غاز سام. يكتشف كين أن زملائه يخططون لـ «العملية: أوميغا»: وهي خطة لإطلاق الطاعون على السكان ، والحصول الثروة لأنهم يحملون العلاج الوحيد. ومع ذلك ، يكتشف مدير المؤسسة Caine في مختبره.ثم يتم التخلص من Caine عن طريق النفايات الكيميائية للمصنع السام ، لكن المواد الكيميائية لا تقتله ؛ فبدلاً من ذلك ، قاموا بتحويله إلى مخلوق غاضب والعاطفي الذي لا شكل له والمعروف باسم "OOZE". حيث يحاول الثأر ، فيستمر الطبيب في السعي إلى شيئين: ايجاد زملائة السابقين ، والرجوع إلى شكله البشري مرة أخرى. يجب عليه الآن العثور على حلزون الحمض النووي المنتشر في جميع أنحاء حرم المصنع وإلا سينتهي به الأمر في سجن الحمم البركانية للمصنع.

## طريقة اللعب
يتحكم اللاعبون في دكتور كاين كبركة طمي مع رأس ، يمكنه التحرك واستخدام هجومين. أحدهما رمي قطع مع المناورة التي يمكن التحكم فيها بسحب جسدة فقط بكمية الطمي التي يهاجمها حاليًا. يمكن للاعبين أيضًا أن يبصقوا غبارًا من الطمي ، مما يقلل من حجم السائل. وتستنزف الهجمات العدو من حجم بركة الطمي أيضًا ، وسوف يموت Ooze إما إذا أصبح صغيرًا جدًا أو إذا تعرض رأسه للهجوم بشكل مباشرة. يمكن أن يموت أيضًا من خلال إسقاط حواف مناطق معينة ، أو البقاء على استنزاف لفترة طويلة جدًا. يجب إكمال العديد من الألغاز و العقبات من أجل التقدم من مستوى إلى آخر. الهدف الوجودي للعبة هو إيجاد وجمع كل الخمسين دي ان اي ، لتحصل على أفضل نهاية للعبة.

## التطوير والإصدارات
ديف سانر من Sega Technical Institute ، الذي كان أيضًا وراء لعبة Sonic Spinball ، هو أيضا مقترح مفهوم ,, ذا ووز ,, وكان المبرمج الرئيسي لها.  وكان الاساس في الاصل جمعة في حزمة واحدة مع سيقا نوماد ، و لتكون محمولة بليد . بدلاً من ذلك ، تم إصدار اللعبة بالقرب من نهاية دورة حياة جينسيس . تم تضمين اللعبة لاحقًا على أنها لعبة مدمجة لـ Arcade Legends Sega Genesis 2 وفي لعبة التجميع Sonic Mega Collection Plus . كما أنه غير قابل للفتح في الإصدار الياباني من Sonic Mega Collection .

## استقبال
تلقى Ooze ملاحظات سلبية في الغالب. أعطى المراجعون الأربعة لـ Electronic Gaming Monthly اللعبة 3.875 من أصل 10 ، وعلقوا بالقول إنه في حين أن The Ooze هي أصلية للغاية ، فإن الرسومات متقطعة والصعوبة المتزايدة مع زيادة الطمي تجعل اللعبة محبطة ، بطيئة الحركة ، وغير ممتعة بشكل عام. وبالمثل قال ناقد للجيل التالي : «بعد زوال الأصالة ، تصبح اللعبة بلا فائدة». بحجة أنه يجب الإشادة بمحاولة اللعبة في نهج أصلي ، على الرغم من ذلك ، أعطاها ثلاثة من أصل خمسة نجوم. أفاد جوني بولغامي من GamePro بمدح باهت للموسيقى والمؤثرات الصوتية ، لكنه انتقد الضوابط والرسومات وخلص إلى القول ، «أكثر سوء والأكثر ردائة، لا تقدم هذه اللعبة أي شيء ذي قيمة أو يستحق الشراء.» 

## روابط خارجية
- The oozeذا ووز موبي غيمز